# Makutra

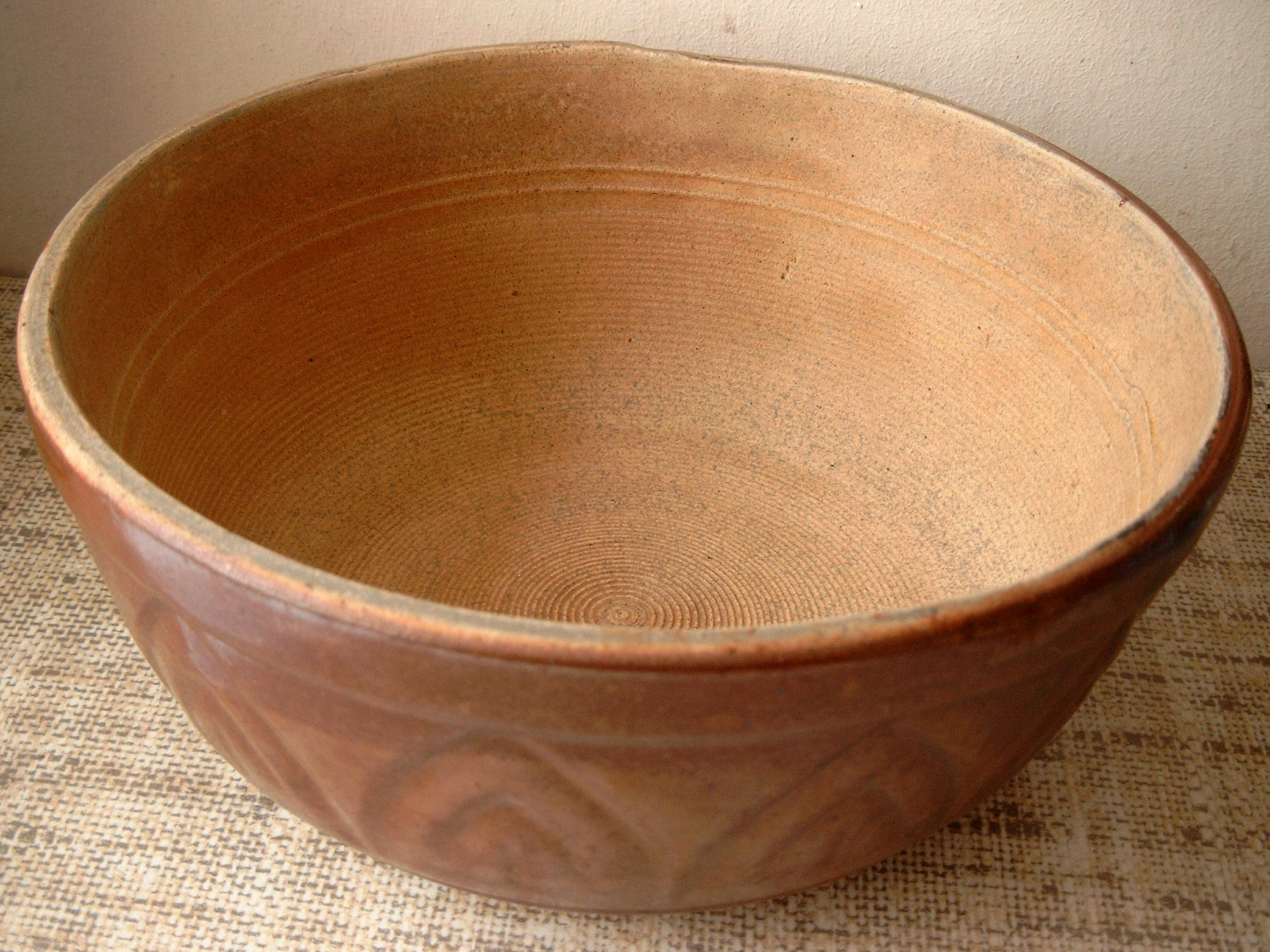
Makutra z widocznymi poziomymi żłobieniami

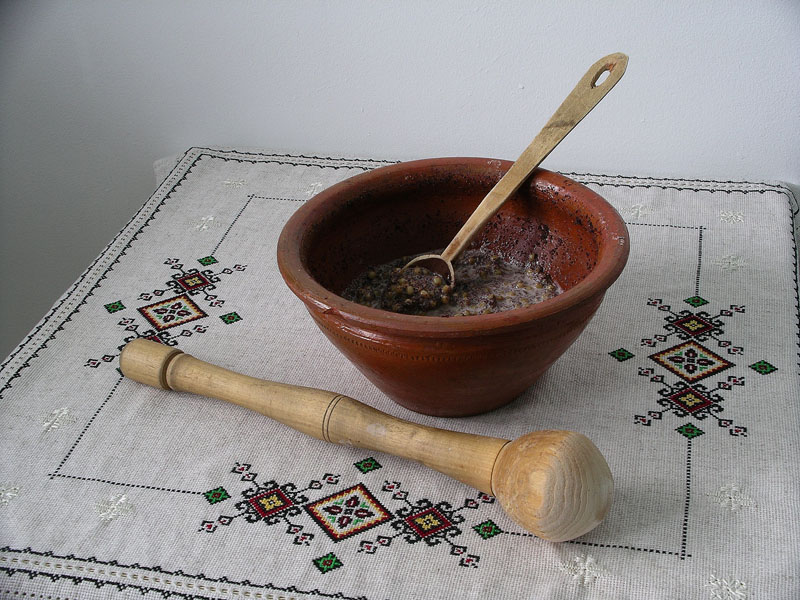
Mała makutra a obok niej pałka do ucierania

Makutra (makotra, ukr. makitra; dawniej donica) – ciężka, gliniana misa o porowatej (rowkowanej, żłobionej) powierzchni wewnętrznej. Przy pomocy specjalnej, zazwyczaj drewnianej (rzadziej porcelanowej), pałki (kuli) uciera się w niej różne półprodukty spożywcze (czasem po ich uprzednim zmieleniu) aż do uzyskania możliwie gładkiej, jednolitej masy. Duży ciężar makutry ułatwia ucieranie.

## Charakterystyka
Szczególne miejsce zajmuje przygotowanie za pomocą makutry (i pałki) mas z jaj (całych lub tylko żółtek) utartych z cukrem lub z tłuszczami stałymi (masłem, smalcem), stanowiących bazę do przygotowania rozmaitych potraw. Może służyć także do „wiercenia” nasion maku lekarskiego, siemienia konopnego na tzw. „mleczko”.
„Kręcenie” potraw pałką wymaga od kucharza niemałego nakładu pracy ramion. We współczesnych (w Polsce w końcu XX wieku) gospodarstwach domowych makutra została w dużej mierze wyparta przez mikser kuchenny.
Do ucierania maku używano niegdyś wałka, który nazywany był „wiercimakiem”. Na Kresach Wschodnich funkcjonowały nazwy „makogon” i „makohon”.
Specjalnie wykonane makutry (na Kaszubach zwane kachlami) służyły dawniej do tarcia tabaki. Kachle zawierały dodatkowe, pionowe żłobienia, kopulasty guz na dnie, a tabakę ucierało się w nich przy pomocy długiego wałka (pałki).

## Przykłady zastosowania

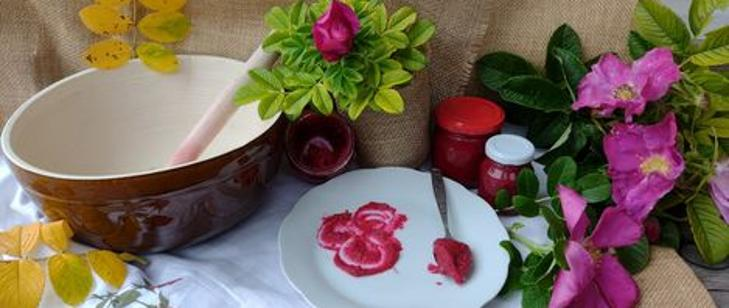
W makutrze można przygotować m.in. ucierane płatki róż wykorzystywane do wszelkiego rodzaju dań słodkich, zwłaszcza wypieków

Makutra jest przyrządem znajdującym zastosowanie w przygotowaniu wyrobów takich jak:
- majonez: surowe żółtka jaj rozciera się z olejem roślinnym i innymi dodatkami
- pasty kanapkowe: zwykle będzie to tłuszcz w postaci masła, oleju roślinnego, majonezu lub śmietany ucierany z wybranym produktem białkowym
- gotowane na parze budynie słodkie i słone: ucieranie żółtek z cukrem lub masłem
- suflety: ucieranie żółtek z cukrem
- niektóre ciasta biszkoptowe: ucieranie żółtek z cukrem
- ciasta i ciastka półkruche ucierane: ucieranie masła lub smalcu z żółtkami i cukrem
- pierniki ucierane: ucieranie masła z żółtkami, miodem i karmelem[16]
- ciasto parzone (ptysiowe): zarabianie ciasta przez ucieranie, przed końcowym etapem, którym jest dodanie jaj[17]
- masy twarogowe na serniki[7]: ucieranie masła z żółtkami, cukrem i – w fazie końcowej – z twarogiem
- masy twarogowe na leguminy i paschę
- ucieranie maku na kutię lub na masy do przekładania ciast i ciastek
- masa kajmakowa do przekładania mazurków, wafli itp.: ucieranie kajmaku z masłem
- glazury-lukry: ucieranie cukru z wodą lub białkami jaj
- kremy do przekładania tortów[7], mazurków i ciastek: ucieranie masła, żółtek, cukru i innych składników
- kremy-desery: ucieranie całych jaj lub żółtek z cukrem
- lody[18][19]: ucieranie żółtek z cukrem[19]
- krem angielski (crème anglaise) i zupa „nic”: ucieranie żółtek z cukrem
- surowe „konfitury” tarte z owoców (np. z róży[20]) lub płatków kwiatów jadalnych (np. płatków róż[21][22][15], kwiatów robinii akacjowej[a][23], płatków piwonii drzewiastej): ucieranie owoców (płatków) z cukrem[20][21][22][23].